# Abbaye de Jovilliers
L’ancienne abbaye des prémontrés de Jovilliers est un vaste complexe du XVIIIe siècle situé sur le territoire de la commune française de Stainville dans la Meuse, située sur la route de Ménil-sur-Saulx à Juvigny-en-Perthois.

## Historique

### Abbaye duXIIesiècle
En 1132, Geoffroy III, sénéchal de Champagne et sire de Joinville, fit don à Herbert, abbé de Rieval, de la ferme de Jovillaris pour la fondation d’une abbaye. En 1141, Henri de Lorraine, évêque de Toul, confirma cette donation et en 1142 la construction du premier monastère de Jovilliers commença.
Les chanoines réguliers et prémontrés firent valoir les terres environnantes reçues en donation et l’église abbatiale placée sous le vocable de Saint-Pierre-et-Saint-Paul servit de paroisse aux fermiers établis dans la basse cour de l’abbaye.

### Destructions
En 1592, la nef de l’église et une partie du couvent furent brûlées par les huguenots, puis les méfaits des gens de guerre et le retour des huguenots en 1611, réduisirent à néant les efforts de restauration.
En 1731, le dernier abbé régulier, Claude Collin, soutenu par les prémontrés de Pont-à-Mousson et de Jeand’Heurs, mena à bien la reconstruction jusqu’à sa mort en 1743. À la Révolution, monastère et biens furent vendus en lots, transformés en exploitations agricoles, destination qui est toujours celle d’aujourd’hui.
Au cours du XIXe siècle, la destruction de la nef, les pillages et les démolitions réduisirent à nouveau l’édifice.
Les vestiges de l'abbaye ont été inscrits Monument historique par arrêté du 17 novembre 1995.

## Description
Il ne reste aujourd’hui aucun élément de l'abbaye initiale du XIIe siècle : tous les bâtiments actuels sont des reconstructions en style classique, datées depuis avril 1720, en pierre de Savonnières-en-Perthois. Subsistent les communs et leurs intérieurs XVIIIe siècle, le cloître ainsi que la cour dominée par l'imposante façade de l'abbatiale.
L'abbatiale n'a conservé que son étonnante façade : deux tours carrées massives à deux niveaux et reliés entre elles par un délicat portail en hémicycle.
En dehors de cet hémicycle, les pilastres et chapiteaux des tours furent inachevés lui conférant une grande austérité.
Le périmètre de l’abbaye est inscrit à l’inventaire supplémentaire des monuments historiques.